# Cycnoderus intinctus
Cycnoderus intinctus är en skalbaggsart som först beskrevs av Francis Polkinghorne Pascoe 1866.  Cycnoderus intinctus ingår i släktet Cycnoderus och familjen långhorningar. Inga underarter finns listade i Catalogue of Life.